# Serra de Sant Alís
La Serra de Sant Alís és una serra situada al municipi de Vilanova de Meià a la comarca de la Noguera, amb una elevació màxima de 1264 metres.